# ラテン・グラミーの殿堂
ラテン・グラミーの殿堂（ラテン・グラミーのでんどう、英語: Latin Grammy Hall of Fame）は、ザ・ラテン・レコーディング・アカデミー（LARAS、ラテン・グラミー賞を執り行う組織）によってまとめられ設立された殿堂で、「25年以上前にリリースされた、質的または歴史的に永続的な意義を持つレコーディング作品」を表彰する。受賞するアルバムと楽曲は、音楽学者や歴史家といったレコーディングやアートの専門家からなる審査員団によって選ばれ、ラテン音楽のすべての主要カテゴリーから選出される。
2001年、17の楽曲・アルバムが対象となり、最初の選出が行われた。その中には、サンタナによるティト・プエンテの『僕のリズムを聞いとくれ』のカバー、ハビエル・ソリスによる『サボール・ア・ミ』の演奏、レヒーノ・サインス・デ・ラ・マーサとスペイン国立管弦楽団によるホアキン・ロドリーゴの『アランフエス協奏曲』の1948年の演奏などが含まれる。
リッチー・ヴァレンスの『ラ・バンバ』とジョアン・ジルベルトの『想いあふれて』といったラテン・グラミー殿堂入り曲は、2000年にグラミーの殿堂入りも果たしている。スタン・ゲッツとジョアン・ジルベルトによる『ゲッツ/ジルベルト』は、1965年の第7回グラミー賞で年間最優秀アルバム賞を受賞した。ドン・アスピアスの 『南京豆売り』とカチャオの『キューバ・ジャム・セッションズ・イン・ミニチュア/ダウンロード』は、それぞれ2005年と2012年に全米録音資料登録簿に登録された。モセダデスの『エレス・トゥー』は、1973年のユーロビジョン・ソング・コンテストで2位となった。ブラジルのミュージシャン、アントニオ・カルロス・ジョビンは、ラテン・グラミー賞の殿堂入りを果たした最多のアーティストであり、その数は4曲である。
現時点で、2001年、2007年、2013年の3回のみ殿堂の選出が行われた。

## 歴代受賞者
| 受賞年 | 曲名                                                          | アーティスト                                                                                     | リリース年 | 曲の種類                                                             | 曲の販売方法 | 特筆すべき点 | Ref.   |
| ------ | ------------------------------------------------------------- | ------------------------------------------------------------------------------------------------ | ---------- | -------------------------------------------------------------------- | ------------ | --- | ------ |
| 2001   | アディオス・ノニーノ                                          | アストル・ピアソラ                                                                               | 1969       | フォークミュージック                                                 | アルバム     | オランダ王ウィレム＝アレクサンダーとマクシマ・ソレギエタの結婚式で流された。 | [ 11 ] |
| 2001   | ラ・バルカ                                                    | ルーチョ・ガティカ                                                                               | 1960       | トロピカル                                                           | シングル     | アメリカレコード協会からゴールドに認定されている。 | [ 11 ] |
| 2001   | ベサメ・ムーチョ                                              | ペドロ・バルガス                                                                                 | 1941       | トロピカル                                                           | シングル     | ビートルズ、ザ・ベンチャーズ、ルイス・ミゲルダイアナ・クラールなど多数のアーティストによってカバーされており、最もカバーされたスペイン語の楽曲の1つとされている。 | [ 11 ] |
| 2001   | アレグリア・アレグリア                                        | カエターノ・ヴェローゾ                                                                           | 1967       | ブラジル音楽                                                         | アルバム     | 『ローリング・ストーン・ブラジル』誌が選出した「ブラジル音楽の偉大なアルバム100」では37位にランク・イン。 | [ 11 ] |
| 2001   | 想いあふれて                                                  | ジョアン・ジルベルト                                                                             | 1959       | ブラジル音楽                                                         | アルバム     | グラミーの殿堂入り。『ローリング・ストーン・ブラジル』誌が選出した「ブラジル音楽の偉大なアルバム100」では4位にランク・イン。 | [ 11 ] |
| 2001   | イパネマの娘 (アントニオ・カルロス・ジョビンのアルバム)       | アントニオ・カルロス・ジョビン                                                                   | 1963       | ブラジル音楽                                                         | アルバム     | 『ローリング・ストーン・ブラジル』誌が選出した「ブラジル音楽の偉大なアルバム100」では58位にランク・イン。 | [ 11 ] |
| 2001   | アランフエス協奏曲                                            | レヒーノ・サインス・デ・ラ・マーサとスペイン国立管弦楽団                                         | 1948       | クラシック                                                           | アルバム     | 1996年の映画『ブラス!』では鉱夫が「アランフエス」が読めなかったため親しみを込めて「オレンジジュース」と呼んでいるシーンがある。ほか、マイルス・デイヴィスのアルバム『スケッチ・オブ・スペイン』に収録されている。                                                                                | [ 11 ] |
| 2001   | デサフィナード                                                | ジョアン・ジルベルト                                                                             | 1958       | ブラジル音楽                                                         | シングル     | 全英シングルチャートで11位、ビルボードのAdult Contemporaryで4位、Billboard Hot 100で15位。 | [ 11 ] |
| 2001   | 想いの届く日                                                  | カルロス・ガルデル                                                                               | 1935       | フォークミュージック                                                 | シングル     | 20世紀において最も人気のあった曲の1つであり、史上最高のラテンソングの1つと見なされている。 | [ 11 ] |
| 2001   | イパネマの娘                                                  | アントニオ・カルロス・ジョビン                                                                   | 1963       | ブラジル音楽                                                         | シングル     | 時にはエレベーター音楽のクリシェとして多く使用されている。ビートルズの『イエスタデイ』に次いで、史上2番目に多く録音されたポップソングであると考えられている。 | [ 11 ] |
| 2001   | ゲッツ/ジルベルト                                             | スタン・ゲッツとジョアン・ジルベルト ft.アントニオ・カルロス・ジョビンとアストラッド・ジルベルト | 1963       | ブラジル音楽                                                         | アルバム     | ボサノヴァを世界中に広めたアルバムとされ、100万枚以上を売り上げた史上最も売れたジャズ・アルバムの1つ。 | [ 11 ] |
| 2001   | マンボNo.5                                                    | ペレス・プラード                                                                                 | 1950       | トロピカル                                                           | シングル     | ルー・ベガによるカバー版で知られ、1999年夏にはヨーロッパのほとんどの地域でヒット、1999年後半には、イギリス、北アメリカ、オセアニアで大ヒットした。フランスでは、20週間にわたって楽曲ランキング1位にとどまり、記録を打ち立てた。1999年11月2日に米国のビルボードホット100で3位に達するなどもした。 | [ 11 ] |
| 2001   | 南京豆売り                                                    | モイセス・シモン、ドン・アスピアス                                                               | 1930       | トロピカル                                                           | シングル     | E.B.マークス社から発売された楽譜は100万枚以上売れ、1943年までに作詞作曲者のモイセス・シモンに10万ドルの印税が支払われた。 | [ 11 ] |
| 2001   | 僕のリズムを聞いとくれ                                        | サンタナ                                                                                         | 1970       | ロック                                                               | シングル     | Billboard Hot 100で13位、ビルボードのAdult Contemporaryで11位、R&Bチャートで32位を記録した。2002年にはグラミーの殿堂入りを果たした。 | [ 11 ] |
| 2001   | 時計                                                          | ルーチョ・ガティカ                                                                               | 1959       | トロピカル                                                           | シングル     | ビルボードのAdult Contemporaryで1位。 | [ 11 ] |
| 2001   | サボール・ア・ミ                                              | ハビエル・ソリス                                                                                 | 1960       | メキシコの地域音楽                                                   | シングル     | ロス・トレス・アセスやローランド・ラセリーなど多くのアーティストによってカバーされ、1960年においてメキシコで最も成功した曲となっている。 | [ 11 ] |
| 2001   | イッツ・インポッシブル                                        | アルマンド・マンサネーロ                                                                         | 1970       | トロピカル、ボレロ                                                   | シングル     | ビルボードのAdult Contemporaryで1位、Billboard Hot 100で10位。 | [ 11 ] |
| 2007   | カバージョ・ビエホ                                            | ロベルト・トーレス                                                                               | 1980       | トラディショナル・トロピカル                                         | シングル     | フリオ・イグレシアスなど多くの人物がカバーをし、1987年にはジプシー・キングスの楽曲に取り入れられ『バンボレオ』としてヒットし、フランス、イギリス、アメリカなど多くの国でゴールドディスクに認定された。                                                                                           | [ 38 ] |
| 2007   | エリス&トム                                                   | エリス・レジーナとアントニオ・カルロス・ジョビン                                                 | 1974       | MPB                                                                  | アルバム     | 『ローリング・ストーン・ブラジル』誌が選出した「ブラジル音楽の偉大なアルバム100」では11位にランク・イン。 | [ 38 ] |
| 2007   | コール・エスパニョール                                        | ナット・キング・コール                                                                           | 1958       | トラディショナル・ポップ                                             | アルバム     | ブラジルで30万枚、スペインでは50万枚売れ、プロムシカエからゴールドを授与。 | [ 38 ] |
| 2007   | ディテールズ                                                  | ロベルト・カルロス                                                                               | 1971       | ブラジリアン・ロマンティック                                         | アルバム     | 2024年2月時点で公式がYoutubeにアップロードした曲のビデオは5000万回以上再生されている。 | [ 38 ] |
| 2007   | イラケレ                                                      | イラケレ                                                                                         | 1978       | ラテンジャズ                                                         | アルバム     | グラミー賞Best Latin Recordingに選ばれた。 | [ 38 ] |
| 2007   | 地中海                                                        | ジョアン・マヌエル・セラート                                                                     | 1971       | ヌエバ・カンシオン、ノヴァ・カンソ、トローバ、スパニッシュ・フォーク | アルバム     | ラテノフォカでの評価は星5となっている。ロックデラックス公開の「20世紀のスペインのレコード100枚」で3位にランクインしている。 | [ 38 ] |
| 2007   | ミ・ヴィエジョ                                                | ピエロ・デ・ベネディクティス                                                                     | 1969       | シンガーソングライター                                               | シングル     | 家族愛をテーマにした楽曲の為、スペイン国内では結婚式などでよく流される。 | [ 38 ] |
| 2007   | ムチャチャ・オジョス・デ・パペル                              | アルメンドラ                                                                                     | 1969       | ロック                                                               | シングル     | オールミュージック発表のランキングでは星5評価を受けている。 | [ 38 ] |
| 2007   | レイト・デ・ルナ                                              | ロス・パンチョス                                                                                 | 1960       | ポップ                                                               | シングル     | 2024年5月時点で、Youtubeに無断転載された本曲の動画は500万回以上視聴されている。 | [ 38 ] |
| 2007   | エル・レイ                                                    | ホセ・アルフレド・ヒメネス                                                                       | 1971       | ランチェーラ                                                         | シングル     | クリスティーナ・アギレラはエル・レイ(訳：王様)に敬意をこめて、ラ・レイナ(訳:女王)をリリースした。 | [ 38 ] |
| 2007   | シェンブラ                                                    | ウィリー・コロンとルーベン・ブラデス                                                             | 1978       | サルサ                                                               | アルバム     | 世界中で300万枚以上売れ、その刺激的で社会的な歌詞と型破りなサウンドでサルサブームに火をつけた。世界一売れたサルサのレコード。 | [ 38 ] |
| 2007   | ソン・デ・ラ・ロマ                                            | トリオ・マタモロス                                                                               | 1928       | トラディショナル・トロピカル                                         | シングル     | キューバ音楽の中で著名な作品。しかし、歌詞を巡って幾つかの論争が起きている。 | [ 38 ] |
| 2013   | アモール・エテルノ                                            | ロシオ・ドゥルカル                                                                               | 1984       | ポップ                                                               | アルバム     | 最優秀メキシカン/メキシコ系アメリカン・アルバム賞受賞。 | [ 58 ] |
| 2013   | アメリカ、アメリカ                                            | ニノ・ブラボー                                                                                   | 1973       | ポップ                                                               | シングル     | 1973年にプロムシカエのシングルチャートで1位を獲得。 | [ 58 ] |
| 2013   | ラ・バンバ                                                    | リッチー・ヴァレンス                                                                             | 1959       | ロック                                                               | シングル     | 「ローリング・ストーンの選ぶオールタイム・グレイテスト・ソング500」で英語ではない曲で唯一ランクイン、354位であった。ロバート・クリストガウの「クリストガウ・レコードガイド」にも収録された。 | [ 58 ] |
| 2013   | キューバ・ジャム・セッションズ・イン・ミニチュア/ダウンロード | カチャオ                                                                                         | 1957       | ジャズ                                                               | アルバム     | アルバムは100万枚以上を売り上げ、「ラテン音楽の金字塔」となった。 | [ 58 ] |
| 2013   | コモ・フエ                                                    | ベニー・モレー                                                                                   | 1953       | トロピカル                                                           | シングル     | ホセ・ホセによってカバーされている。 | [ 58 ] |
| 2013   | ドゥルセ・パトリア                                            | ホルヘ・ネグレテ                                                                                 | 1950       | メキシコの地域音楽                                                   | アルバム     | ホルヘ・ネグレテは俳優としての活躍でも有名であった。2024年5月時点で、Youtubeの公式チャンネルに投稿されているMVは15万回以上視聴されている。 | [ 58 ] |
| 2013   | エレス・トゥー                                                | モセダデス                                                                                       | 1973       | フォークミュージック                                                 | シングル     | 2015年、ビルボードが選んだ史上最高のラテンソング50で47位にランクイン。ユーロビジョン・ソング・コンテスト1973で2位。日本では1974年5月21日に本田路津子がカヴァー。 | [ 58 ] |
| 2013   | 人生よありがとう                                              | ビオレータ・パラ                                                                                 | 1966       | フォークミュージック                                                 | シングル     | メルセデス・ソーサのカバーによって一躍有名となった。 | [ 58 ] |
| 2013   | ジョベム・グアルダ                                            | ロベルト・カルロス                                                                               | 1965       | ポップ                                                               | アルバム     | 2024年1月時点で、Youtube上にアップされたアルバムの無断転載動画は100万回以上再生されている。 | [ 58 ] |
| 2013   | マシュ・ケ・ナダ                                              | セルジオ・メンデス＆ブラジル'66                                                                  | 1966       | ブラジル音楽                                                         | シングル     | 『ローリング・ストーン・ブラジル』誌が選出した「ブラジル音楽の偉大なアルバム100」では5位にランク・イン。 | [ 58 ] |
| 2013   | ポルケ・ヨ・テ・アモ                                          | サンドロ・デ・アメリカ                                                                           | 1968       | ポップ                                                               | シングル     | フアン・ガブリエルやロシオ・ドゥルカルらによってカバーされている。 | [ 58 ] |
| 2013   | アマデオ・ロルダン劇場 - リサイタル                           | イラケレ                                                                                         | 1974       | ジャズ                                                               | アルバム     | オールミュージック発表のランキングでは星4.5評価を受けている。 | [ 58 ] |